# 極楽丸
『極楽丸』（ごくらくまる）は、相川有による日本の漫画作品。

## 概要
『コミックバーズ』（ソニー・マガジンズ→幻冬舎コミックス）にて、2000年2月号および同年4月号に掲載され、同年8月号から2002年6月号まで連載された。
死にたくなった人の魂を一旦彼岸に移行させて、浄化させた後に魂を本人の元へと返すのが<極楽丸>の役割。16代目極楽丸となった真命は極楽丸としての勤めを果たし続ける。
当初は単発の読み切り作品だったがシリーズ化して単行本に収録。掲載誌『コミックバーズ』発行元の変更（2001年12月号までがソニーマガジンズ発行、2002年1月号からは幻冬舎コミックス発行）もあり、単行本に関しては巻を重ねる毎に新装版に移行している。

## 登場人物
極楽丸 真命（ごくらくまる まこと）
男性、中学1年生（第1話時点）。女性のような顔立ちのためファンも多いが、極度の昆虫マニアなため学校では距離を置かれており、自身も虫以外に興味を示さない淡白な性格から、里が来るまで双方に歩み寄ることがなかった。
極楽丸の仕事も「しなくてはいけないもの」という認識を持っているため、使命感は薄いといっていい。
極楽丸 陽子（ごくらくまる ようこ）
女性、15代目（先代）極楽丸。真命の母親。
自身の大雑把な性格が災いして極楽丸の使命や起源を上手く息子に説明できないでいる。
前田 里（まえだ さと）
女性、中学一年生（第1話時点）。真命と一緒に彼岸へ行けてしまう体質を持つが、理由は終盤にて明らかになる。
真命の極楽丸として苦労を知っているためか、真命の昆虫マニアという一面に理解を示している。
図死王丸 安理（ずしおうまる あんり）
男性、小学生（初登場時）。前田里の妹と同級生。16代目図死王丸。
極楽丸とは異なる起源と使命をもっているため極楽丸を嫌い、強い対抗心を抱いている。

## 単行本
相川有『極楽丸』ソニー・マガジンズ〈バーズコミックス〉単巻
1. 2000年3月29日 ISBN 978-4-789-78251-7[1]

相川有『極楽丸』（新装版）ソニー・マガジンズ〈バーズコミックス〉既出2巻 ※第1巻は再版 ※再新装版に移行
1. 2001年7月28日 ISBN 978-4-789-78370-5[2]
2. 2001年7月28日 ISBN 978-4-789-78371-2[3]

相川有『極楽丸』（再新装版）幻冬舎コミックス〈バーズコミックス〉全3巻 ※第1巻・第2巻は再版
1. 2002年7月24日 ISBN 978-4-344-80108-0[4]
2. 2002年8月24日 ISBN 978-4-344-80124-0[5]
3. 2002年7月24日 ISBN 978-4-344-80099-1[6]